# Grethe Rask
Margrethe P. Rask, född 1930, död 12 december 1977, mer känd som Grethe Rask, var en dansk läkare och kirurg i Zaire (nuvarande Demokratiska republiken Kongo). Efter att ha inrättat sitt eget sjukhus i byn Abumombazi 1972, övergick hon till danska Röda korset-sjukhuset i Kinshasa 1975. Hon återvände till Danmark 1977 efter att ha utvecklat symptom på en okänd sjukdom och dog i december samma år. Prover som gjordes flera år senare visade att hon var sjuk i aids. Rask var, jämte Arvid Noe, en av de första icke-afrikanska personer som bekräftats ha dött i en aidsrelaterad sjukdom.

## Yngre år och Zaire (1930–1974)
Rask föddes 1930 i den danska staden Thisted. Hon arbetade som läkare i Zaire under en kortare period 1964 men kallades tillbaka till Europa för utbildning inom magkirurgi och tropiska sjukdomar. Mellan 1972 och 1977 var hon åter i Zaire, först vid ett litet sjukhus i den zairiska staden Abumombazi, och från 1975 vid det danska Röda korset-sjukhuset i Kinshasa. Hon exponerades troligtvis för hiv första gången 1964. Vännen och kollegan Ib Bygbjerg (en specialistläkare inom infektionssjukdomar) skrev 1983 i ett brev till den brittiska medicinska tidskriften The Lancet att "Rask arbetade som kirurg under primitiva omständigheter och måste ha blivit kraftigt exponerad för blod och utsöndringar från afrikanska patienter".

## Sjukdom och död (1975–1977)
I slutet av 1974 drabbades Rask av symptom till förstadiet av aids, bland annat diarré, svullna lymfkörtlar, viktnedgång och trötthet. Symptomen lindrades tillfälligt under medicinering 1975, men förvärrades snart. Efter en resa till Sydafrika i juli 1977 drabbades hon av andningsproblem och fick förlita sig på syrgas via flaska. Rask flögs tillbaka till Danmark där tester vid Rigshospitalet i Köpenhamn visade att hon hade ådragit sig ett antal opportunistiska infektioner såsom staphylococcus aureus (gula stafylokocker), candidiasis (svampinfektion) och pneumocystis jiroveci pneumoni (lunginflammation orsakad av svamp).
Tester visade att Rask dessutom nästan helt saknade T-celler, vilket betydde att hon hade ett kraftigt nedsatt immunförsvar. Läkarna som behandlade henne kunde vid den aktuella tidpunkten 1977 inte ge någon förklaring till hennes sjukdomsförlopp.
Efter ett stort antal tester och misslyckade behandlingar återvände Rask i november 1977 till sitt hem där hennes kvinnliga partner – som var sjuksköterska – tog hand om henne. I december 1977 kallades hon till nya tester och återvände sedan till Rigshospitalet i Köpenhamn där hon dog den 12 december 1977 i lunginflammation som senare skulle visa sig vara aidsrelaterad. 

## Obduktion och tester
En efterföljande obduktion visade att Rasks lungor var fyllda med en svamp kallad pneumocystis jirovecii vilken är en ovanlig typ av lunginflammation som nästan bara drabbar människor med nedsatt immunförsvar och som i dag är ett känt symptom på aids. 
Efter att sjukdomen aids upptäcktes i början på 1980-talet och omfattande forskning i ämnet hade gjorts, testades Rasks blodprover igen i Köpenhamn 1984.  Man gjorde testerna med en väldigt tidig variant av ELISA-metoden som då visade att blodproverna var hivnegativa. Flera år senare, 1987, undersöktes Rasks blodprover i USA. Två tester utförda med en mer avancerad testmetod visade att blodproverna var hivpositiva. Rask var alltså ett av de första dokumenterade aidsfallen utanför Afrika.

## Läs mer
- [Hemsida] Photographs of the real people from Randy Shilts' history of the AIDS crisis "And the Band Played On"
- Shilts, Randy, And the Band Played On, St. Martin's Press, 1987
- Bygbjerg, I. C., AIDS in a Danish Surgeon (Zaire, 1976), The Lancet, 23 april 1983